# Lykathea Aflame
Lykathé er et tjekkisk teknisk dødsmetalband dannet i Prag i 1999.

## Biografi
Dannet som Appalling Spawn udgav de demoen Bestial, Mystical, & Spiritual (The First Spawn) i 1996, og et fuldt album, Freedom, Hope, & Fury (The Second Spawn) i 1998. Bandet skiftede navn til Lykathea Aflame da Tomás Corn fra Garbage Disposal kom med i bandet.
De udgav albummet Elvenefris i 2000.
Bandet skiftede efterfølgende navn til Lykathé, og har fået et nyt logo og har skiftet flere medlemmer ud. De indspiller i øjeblikket et nyt album.

## Diskografi

### Som Lykathea Aflame
- Elvenefris cd (Obscene Productions, 2000)

### Som Appalling Spawn
- Bestial, Mystical, & Spiritual (The First Spawn) demo (1996)
- Freedom, Hope, & Fury (The Second Spawn) cd (1998)

## Medlemmer
- Petr Tománek (aka Ptoe) – guitar
- Tomás Corn – trommer (Garbage Disposal, Despise, Solfernus)
- Martin Corn – bas

### Tidligere medlemmer
- Ondra Martinek – guitar
- Andy Maresh – bas
- Gabriel – trommer
- Radim Matějka – sang
- Veronique Matějková – sang
- Setchi – guitar
- Václav Zahradník – keyboards
- Martin Corn – bas